# Наумов (Советский район)
Нау́мов — хутор в Советском районе Ростовской области. Входит в состав Калач-Куртлакского сельского поселения.

## Население
| 2010 |
| ---- |
| 84   |

## Улицы
На хуторе имеются две улицы — Молодёжная и Садовая.

## Достопримечательности
В хуторе находится Обелиск павшим воинам Великой Отечественной войны.